# Ormándy Miklós
Ormándy Miklós (Hont vármegye, Tölgyes, 1846. szeptember 28. – Budapest, 1911. november 30.) természetrajzi író, piarista tanár.

## Élete
1846-ban született a Hont vármegyei Tölgyesen. 1868-ban lett a kegyesrend tagja. Nyitrán végzett teológiai tanulmányok után 1873-ban szentelték pappá. Természetrajzból és vegytanból 1880-ban a kolozsvári egyetemen szerzett tanári oklevelet, doktori fokozatot pedig 1881-ben. 1888-tól tíz éven át Sátoraljaújhelyen házfőnök és igazgató volt, 1900-tól pedig haláláig Budapesten volt tanár. 

## Munkássága
Cikkei a veszprémi főgimnázium Értesítőjében (1875. Nehány szó a madarakról), a tatai kisgimnazium Értesítőjében (1877. A szülőknek), a kolozsvári főgimnazium Értesítőjében (1879. Apáczai Csere János életrajza és botanikai munkássága), a nagy-kanizsai főgimnazium Értesítőjében (1882. Az infusoriákról, zoologiai tanulmány), a sátoraljaujhelyi főgimnazium Értesítőjében (1891. A mai modern nevelésről, 1892: A szőlő, 1894. A sátoraljaujhelyi gimnazium története). Több vidéki lapban is jelent meg természetrajzi cikke.
Botanikai cikkek mellett természetrajzi tankönyveket írt középiskolások és tanítóképzők számára, virágregéi és meséi napilapokban, szépirodalmi folyóiratokban jelentek meg.

## Főbb munkái
- Apácai Cseri János életrajza és botanikai munkássága; Papp Ny., Kolozsvár, 1879
- Adatok a Mirabilis Jalappa tömlős edényeinek ismeretéhez. Doktori értekezés. Kolozsvár, 1881
- Az Infusoriákról; Wajdits Ny., Nagykanizsa, 1882
- A kender természetrajza. Sátoralja-Ujhely, 1889, a szöveg közé nyomott 36 ábrával
- A dohány. Sátoralja-Ujhely, 1895, nyolcz ábrával (ism. Budapesti Hirlap 172. sz.)
- Természetrajz elemei a gymnasiumok és reáliskolák I. és II. osztálya számára. Bpest, 1900, két kötet
- Növénytan. Képezdei-, közép- és felső leányiskolák számára. S.-a.-Ujhely, 1901
- Állattan. Képezdei-, közép- és felső leányiskolák számára. S.-a.-Ujhely, 1902
- Ásványtan. Képezdei-, közép- és felső leányiskolák számára. S.-a.-Ujhely, 1903
- Könyvészet 1889., 1891., 1895., 1900-1902
- Ásványtan és chemia a gymnasiumok 6. oszt. számára; Franklin, Bp., 1904
- A növénynevek etymológiája (Budapest, 1906)
- A virágok beszélnek (Budapest, 1909)
- Mezei kaland; Dugonics Társaság, Szeged, 1909
- Mesék a virágokról (Budapest, 1911)